# Serguéi Tiviakov
Serguéi Tiviakov (Krasnodar, Unión Soviética, 14 de febrero de 1973) es un Gran Maestro Internacional de ajedrez neerlandés (en neerlandés: Sergej Tiviakov). Obtuvo su título de Maestro Internacional en 1990 y al año siguiente el de Gran Maestro.
En abril de 2007 en la lista de la FIDE, tiene un ELO de 2663, el número 38 del mundo. 
Para el mes de febrero de 2016 poseía un elo de 2613 ubicándose en el número 202 del mundo. 
Tiviakov ha ganado el Campeonato de los Países Bajos de ajedrez en los años 2006 y 2007.
En el Torneo Corus Wijk Aan Zee 2007, en Países Bajos, quedó clasificado en la posición número 11, con 5 puntos de 13 posibles, con 10 partidas tablas y 3 derrotas.